# 大梅多 (加利福尼亞州)
大梅多（英語：Big Meadow）是位於美國加利福尼亞州卡拉韋拉斯縣的一個非建制地區。該地的面積和人口皆未知。

## 地理
大梅多的座標為38°24′54″N 120°06′55″W / 38.41500°N 120.11528°W，而該地的平均海拔高度為1999米（即6558英尺）。